# Rebourguil
Rebourguil ist ein Ort und eine südfranzösische Gemeinde mit 287 Einwohnern (Stand: 1. Januar 2022) im Département Aveyron in der Region Okzitanien (zuvor Midi-Pyrénées). Rebourguil gehört zum Arrondissement Millau und zum Kanton Causses-Rougiers. Die Einwohner werden Rebourguillois genannt.

## Lage
Rebourguil liegt etwa 43 Kilometer östlich von Albi im Südwesten der historischen Provinz Rouergue am Flüsschen Gos. Umgeben wird Rebourguil von den Nachbargemeinden Vabres-l’Abbaye im Norden und Nordosten, Montlaur im Osten, Belmont-sur-Rance im Süden, Combret im Südwesten sowie Saint-Juéry im Westen und Nordwesten.

## Bevölkerungsentwicklung
| Jahr                       | 1962 | 1968 | 1975 | 1982 | 1990 | 1999 | 2006 | 2019 |
| Einwohner                  | 429  | 360  | 312  | 286  | 251  | 301  | 268  | 274  |
| Quellen: Cassini und INSEE |      |      |      |      |      |      |      |      |

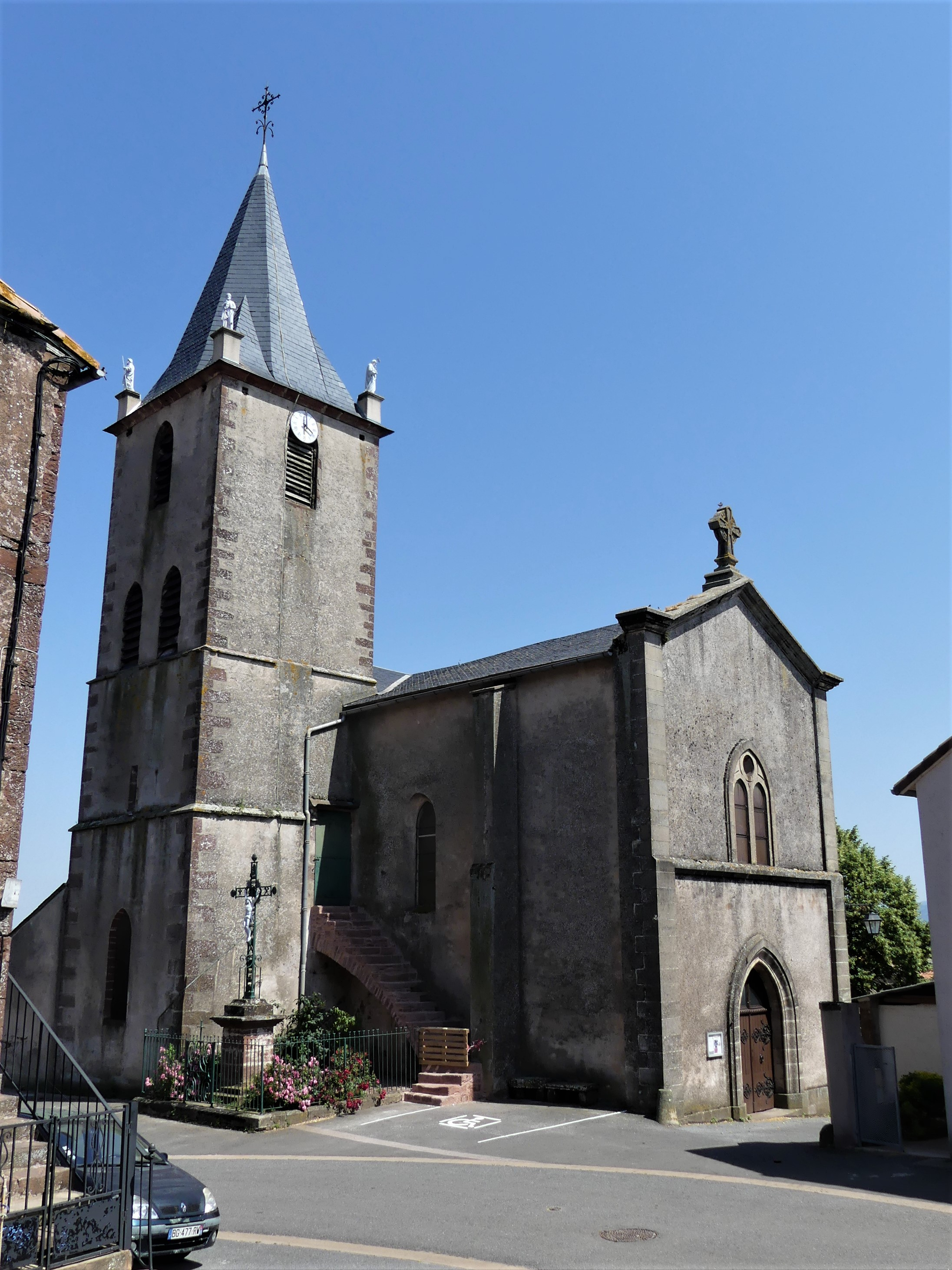
Kirche Saint-Julien
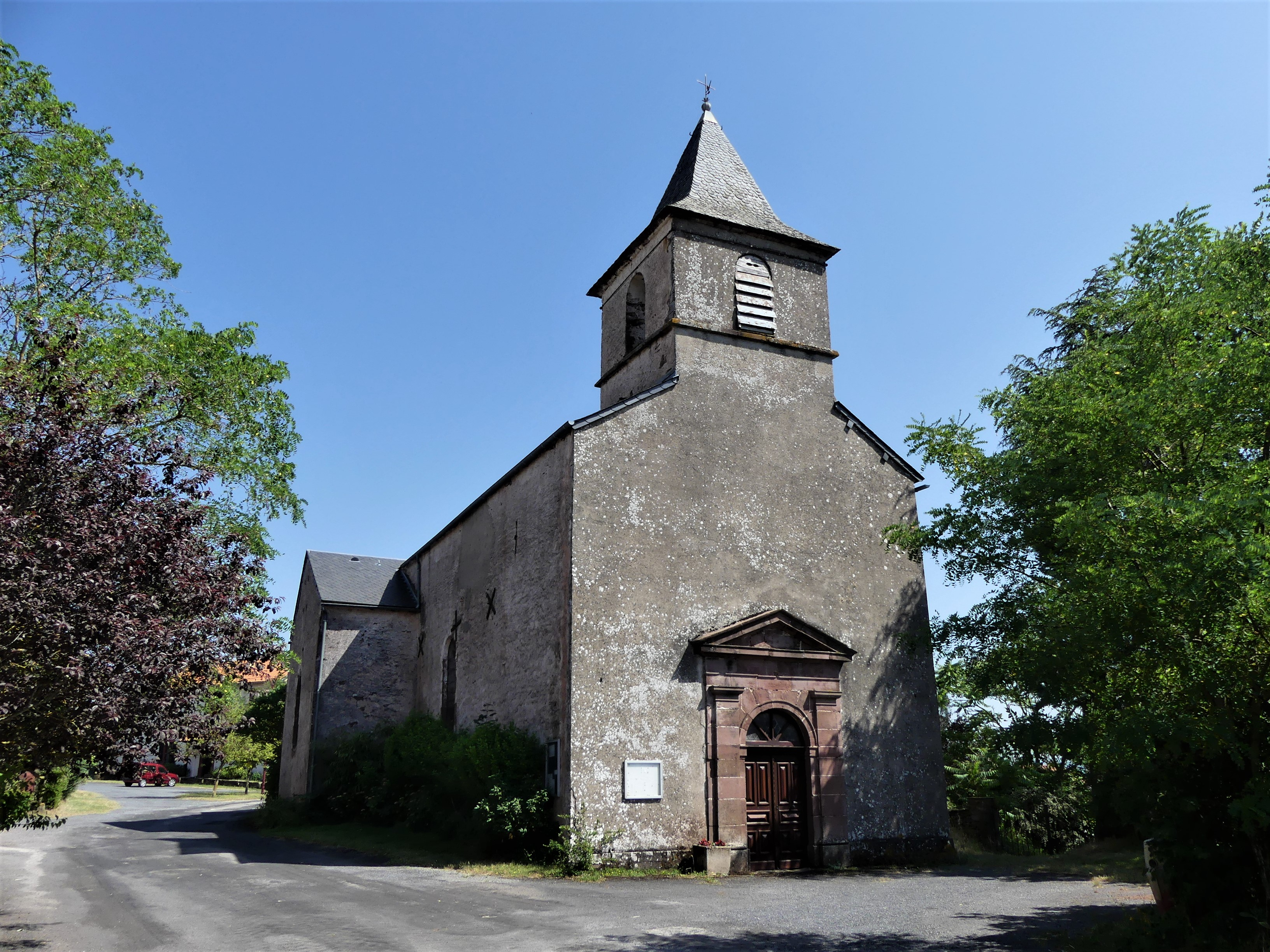
Kirche Saint-Barthélemy d′Esplas